# Wolfram von Richthofen

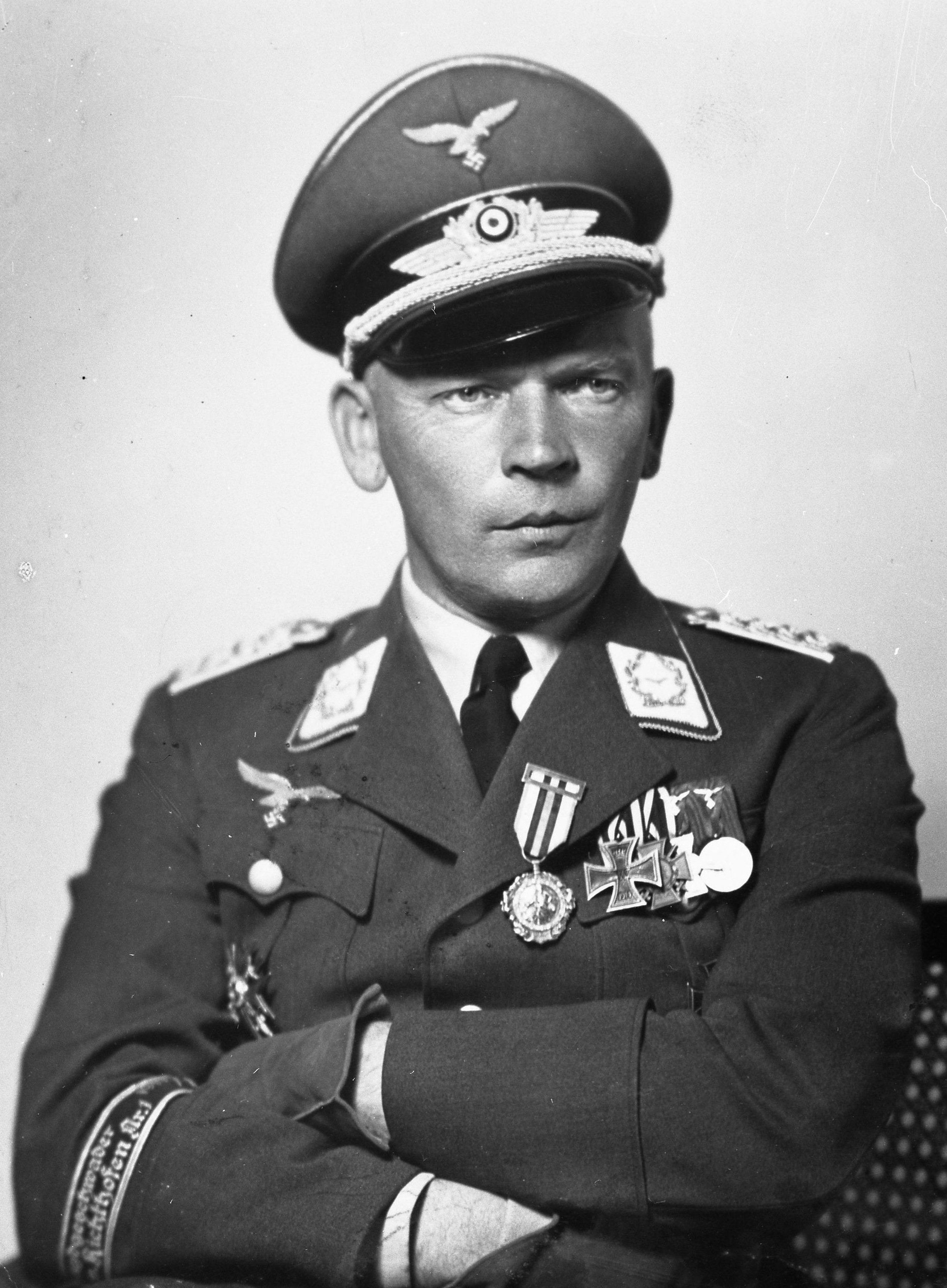
Wolfram Freiherr von Richthofen

Wolfram (gen. Ulf) Karl Ludwig Moritz Hermann Freiherr von Richthofen (* 10. Oktober 1895 in Barzdorf im Kreis Striegau; † 12. Juli 1945 in Bad Ischl) war deutscher Heeres- und Luftwaffenoffizier. Als Stabschef der Legion Condor war er im Spanischen Bürgerkrieg verantwortlich für die kriegsvölkerrechtswidrige Zerstörung von Guernica. Im Zweiten Weltkrieg war er zeitweise Befehlshaber der Luftflotte 4 und der Luftflotte 2 sowie ab 1943 Generalfeldmarschall der Luftwaffe des Deutschen Reichs.

## Leben

### Kaiserreich und Erster Weltkrieg
Seine Eltern waren Wolfram von Richthofen († 1922) und Therese Götz von Olenhusen. Ulf wurde Adoptivsohn seines Onkels, des Kavallerie-Generals Manfred von Richthofen. 1913 trat Ulf im Alter von 18 Jahren als Fähnrich in das Husaren-Regiment „von Schill“ (1. Schlesisches) Nr. 4 der Preußischen Armee ein. Im Jahr 1914 wurde er nach dem Besuch der Kriegsschule Kassel zum Leutnant befördert. Bis 1917 nahm er mit dem Regiment am Ersten Weltkrieg teil, in dem er es zum Führer einer Eskadron brachte. Danach wechselte er in die Fliegertruppe und durchlief eine Ausbildung zum Flugzeugführer in der Fliegerersatzabteilung in Halle. Nach deren Abschluss ging Richthofen im März 1918 erneut in den Fronteinsatz als Pilot in der Jagdstaffel 11, die von seinem berühmten Cousin Manfred von Richthofen, dem „Roten Baron“ geführt wurde. Bis zum Kriegsende errang Richthofen acht Luftsiege.

### Weimarer Republik
Aus dem aktiven Militärdienst schied Richthofen zum Anfang des Jahres 1920 als Oberleutnant aus. In Breslau heiratete er 1920 Jutta von Selchow (1896–1991), die er durch ihren älteren Bruder Günther von Selchow (1891–1968) kennengelernt hatte, der nach dem Dienst bei der Kaiserlichen Marine später Kapitän zur See d. R. der Kriegsmarine wurde. Jutta war die Tochter der Elisabeth von Kranold und des Generalleutnants Udo von Selchow. Anschließend studierte Richthofen bis 1923 an der Technischen Hochschule Hannover Maschinenbau und schloss sein Studium als Diplom-Ingenieur ab. Im März 1922 kam sein Sohn Wolfram zur Welt. Er wurde Luftwaffenpilot und gilt seit Juni 1944 im Raum Iași (Bessarabien) als vermisst. Der zweite Sohn Götz von Richthofen folgte im Herbst 1925 und war zunächst Zögling an der Brandenburger Ritterakademie, wurde später Kaufmann, heiratete Renate Brinckmann und hatte die Söhne Wolfram, Armin und Jasper. Jutta und Wolfram hatten eine Tochter Ellen, geboren 1928, die 1958 den Münchner Konzerndirektor Victor Fritsche heiratete. Im engeren Umfeld der Familie ehelichte seine Schwester Sophie-Therese den Gutsherrn Alfred von Wietersheim-Neuland. Sein Bruder Manfred von Richthofen (1898–1944) erbte den Besitz Barzdorf und der jüngste Bruder Gerhard (gen. Gert) (1902–1956) emigrierte in den dreißiger Jahren nach Angola und betrieb dort bis zu seinem Tod eine Kaffeeplantage bei Calulo.
Im November 1923 trat Wolfram von Richthofen in Ohlau als Leutnant in das 11. (Preußische) Reiter-Regiment der Reichswehr ein. Dort blieb er nur kurz, denn Richthofen war bereits in dieser Zeit an den Vorbereitungen zum verdeckten Aufbau einer zukünftigen Luftwaffe beteiligt. Offiziell tat er Dienst bei der Berliner Stadtkommandantur, tatsächlich arbeitete er für das Heereswaffenamt. Ab 1925 trug Richthofen wieder den Dienstgrad eines Oberleutnants. Am 1. November 1928 wurde er Kompanieführer in der 5. Kraftfahr-Abteilung und am 1. Februar 1929 zum Hauptmann befördert. Während dieser Zeit wurde Richthofen 1929 an der Technischen Hochschule Berlin-Charlottenburg zum Dr.-Ing. promoviert. Seine Dissertationsarbeit wurde unter dem harmlos klingenden Titel „Der Einfluß der Flugzeugbauarten auf die Wirtschaftlichkeit des Flugbetriebes“  in das Verzeichnis der Hochschulschriften aufgenommen. Tatsächlich ging es aber – so auch der Titel eines Exemplars in der Bibliothek der TH Berlin-Charlottenburg – um den „Einfluß der Flugzeugbauarten auf die Beschaffung unter besonderer Berücksichtigung militärischer Gesichtspunkte“. Die Dissertation war aus Geheimhaltungsgründen nicht frei zugänglich, der abgeänderte „offizielle“ Titel verschleierte den wahren Inhalt der Forschungsarbeit. „Für Richthofen ging es um die Beantwortung der Frage, welche Bauart und damit welche Firma für welche Form der Rüstung am geeignetsten war, für die Rüstung im Frieden und für die Rüstung im Krieg bei der Beschaffung einer großen Menge von Flugzeugen in kürzester Frist. War die militärische Vorgabe an die Unternehmen bisher darauf beschränkt, geeignete Konstruktionen für Angriff, Verteidigung und Aufklärung zu fordern, so konnte die Richthofen'sche Prioritätenliste nun dazu benutzt werden, zugleich bindende Anforderungen an den strukturellen Aufbau und die Werkstoffauswahl im Sinne einer effizienten Beschaffung zu formulieren“.
Im April 1929 wurde Richthofen für zweieinhalb Jahre als erster Luftattaché  an die deutsche Botschaft in Rom versetzt und dort auch von Italien notifiziert, um über die italienischen Luftstreitkräfte und deren Luftfahrttechnik Informationen zu beschaffen. Daneben war er zugleich Repräsentant der noch nicht offiziell bestehenden deutschen Luftstreitkräfte. Zu dieser Zeit befand sich bereits ein italienischer Luftattaché in Berlin. Bevor die Einsatzzeit in Rom zu Ende ging, reiste sein Nachfolger, Hauptmann Otto Hoffmann von Waldau (1898–1943) nach Italien und platzierte sich an der Botschaft. Nachdem von Richthofen Ende September 1932 wieder nach Deutschland zurückgekehrt ist, wurde er wiederum als Kompaniechef eingesetzt, diesmal paradoxerweise in der 6. (Preußische) Kraftfahrt-Abteilung.

### Zeit des Nationalsozialismus

#### Anfänge
Noch Anfang 1933 nahm Wolfram von Richthofen an einer technischen Fortbildung teil und wurde dann zum 1. Oktober 1933 von der nun offiziell eingerichtete deutsche Luftwaffe übernommen. Bei dieser wurde er zunächst im Reichsluftfahrtministerium Chef der Entwicklungsabteilung. Im Jahr 1934 wurde er zum Major befördert und 1936 zum Oberstleutnant.

#### Spanischer Bürgerkrieg

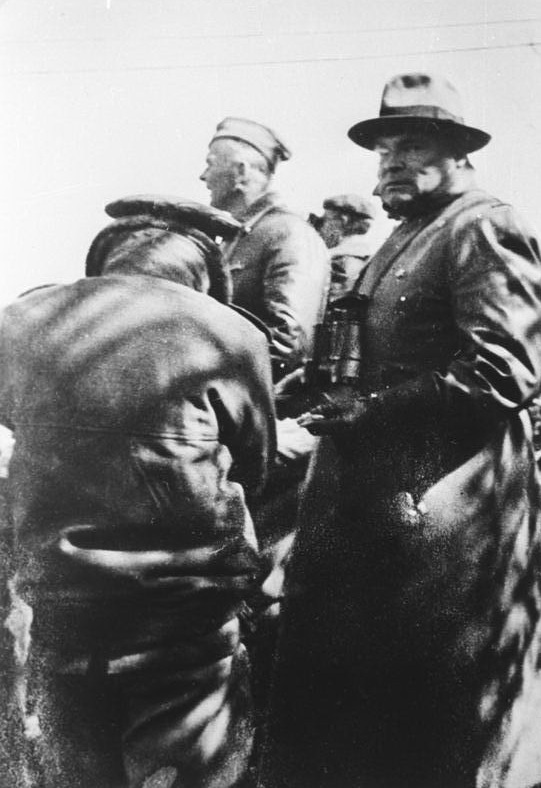
Wolfram von Richthofen (Hintergrund) mit Hugo Sperrle in Spanien, 1936

Ab 1936 wurde von Richthofen als Mitglied der Legion Condor im Spanischen Bürgerkrieg auf Seiten der Falangisten im Kampf gegen die demokratisch gewählte republikanische Regierung eingesetzt. Dabei sah er seine Abkommandierung nach Spanien als Chance an, neue Flugzeugtypen und Bomben unter Kriegsbedingungen testen zu können.
Richthofen war ab Januar 1937 Chef des Stabes der Legion Condor und während ihres Luftangriffs auf Guernika im April 1937 für die gezielten Bomben- und Stuka-Angriffe auf die Zivilbevölkerung verantwortlich. Ohne strategische Notwendigkeit nahm er darauf Einfluss, dass statt einer Brücke vor der Ortschaft, die ganze Stadt zum Zielobjekt des Bombengeschwaders wurde. Dieser Angriff, bei dem die religiöse Hauptstadt des Baskenlandes fast vollständig zerstört und hunderte Zivilisten getötet wurden, war das erste Flächenbombardement auf Zivilisten in der Kriegsgeschichte und eines der ersten großen Ereignisse, bei denen die deutsche Luftwaffe bewusst gegen das Kriegsvölkerrecht verstoßen hat. Richthofen notierte nach persönlicher Besichtigung am Ereignisort seine Bewertung des Angriffs in seinem Kriegstagebuch: „Die 250er warfen eine Anzahl Häuser um und zerstörten die Wasserleitung. Die Brandbomben hatten nun Zeit, sich zu entfalten und zu wirken. Die Bauart der Häuser: Ziegeldächer, Holzgalerie und Holzfachwerkhäuser, führte zur völligen Vernichtung. (..) Bombenlöcher auf Straßen noch zu sehen, einfach toll.“ Das damit begangene Kriegsverbrechen ist bis zu seinem Tod bewusst vertuscht, niemals eindeutig thematisiert worden, noch wurde er dafür rechtlich zur Verantwortung gezogen.
Nach der Rückkehr aus Spanien im Oktober 1937 wurde Richthofen im Januar 1938 zum Oberst befördert und übernahm am 1. April 1938 das Kampfgeschwader 257 in Lüneburg. Bereits am 1. November 1938 wurde er zum Generalmajor und Befehlshaber der Legion Condor ernannt, bei der er bis zum Ende des Bürgerkriegs im Frühjahr 1939 blieb.

#### Zweiter Weltkrieg
Beim deutschen Überfall auf Polen zu Beginn des Zweiten Weltkrieges war von Richthofen als „Fliegerführer zur besonderen Verfügung“ zur Unterstützung der 10. Armee eingeteilt. Am 1. September 1939 befahl er noch vor dem offiziellen Kriegsbeginn den Luftangriff auf die polnische Stadt Wieluń. Deren weitgehende Zerstörung durch 87 deutsche Sturzkampfbomber (mehrere Luftangriffe von 4:35 bis 14:00 Uhr) führte zum Tod von bis zu 1.200 der 16.000 Einwohnern. Dem Militärhistoriker Hans-Erich Volkmann zufolge wählte Richthofen Wieluń als grenznahes militärisches Übungsziel aus, um möglichst ohne eigene Verluste die Einsatzfähigkeit und Funktionstüchtigkeit der Sturzkampfbomber zu erproben, angeblich habe er aber damit keinen Terrorangriff beabsichtigt. Da es sich um einen Angriff auf ein nicht militärisches Ziel handelte, sei die Bombardierung als Kriegsverbrechen zu werten. Der Militärhistoriker Rolf-Dieter Müller betont hingegen, dass der Angriff militärischen Zielen gegolten habe, da in Wieluń eine polnische Division und eine Kavalleriebrigade in Stellung ging. Wegen Bodennebels seien diese Ziele aber weitestgehend verfehlt worden. Der Angriff sei daher trotz der verheerenden Wirkung kein beabsichtigter Terrorangriff gewesen, behauptet noch 1995 Müller.
Bei Beginn des Westfeldzuges war Richthofen Kommandierender General des VIII. Fliegerkorps und erhielt am 18. Mai 1940 das Ritterkreuz des Eisernen Kreuzes. Im Balkanfeldzug befehligte Richthofen die Verbände in der Luftlandeschlacht um Kreta. Während des deutschen Überfalls auf die Sowjetunion war Richthofens Fliegerkorps anfänglich zur Unterstützung der Panzergruppe 3 eingesetzt. Am 17. Juli 1941 wurde er mit dem Eichenlaub zum Ritterkreuz dekoriert.

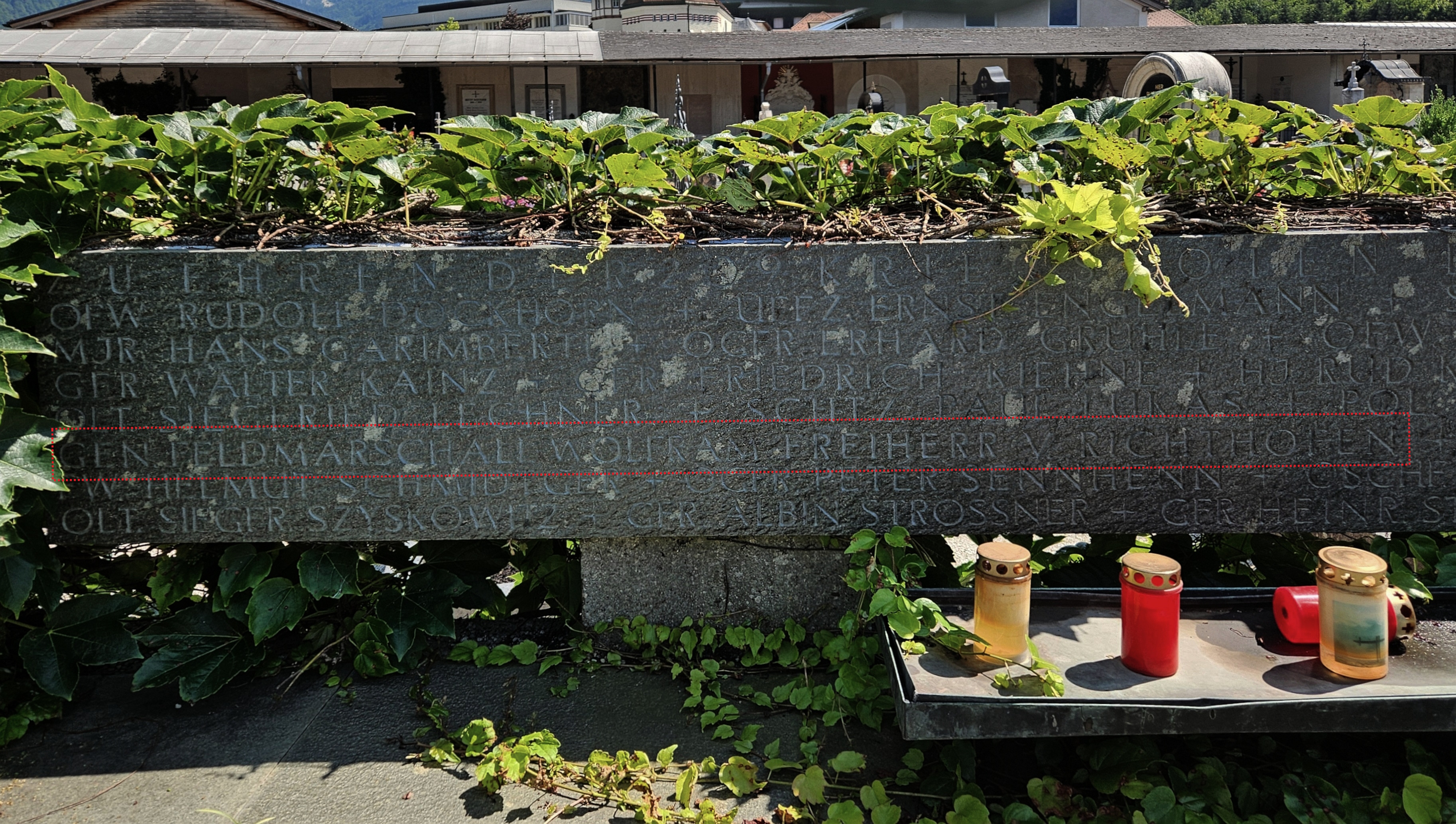
Friedhof Bad Ischl, Nennung Wolfram von Richthofens bei den Namen der seinerzeit in Kriegsgräbern bestatteten Personen

Am 1. Februar 1942 wurde Richthofen zum Generaloberst befördert, im Juli dieses Jahres übernahm er von Alexander Löhr die Führung der Luftflotte 4, mit der er an der Schlacht von Stalingrad teilnahm. Am 16. Februar 1943 wurde er zum Generalfeldmarschall ernannt und damit außer Göring der jüngste Inhaber dieses Dienstgrades in der Luftwaffe sowie in der Wehrmacht. Ende Juni 1943 übernahm er zusätzlich die Führung der Luftflotte 2 von Albert Kesselring, zu deren Chef er dann im September ernannt wurde. Mitte 1944 wurde bei Richthofen ein Hirntumor festgestellt, der operativ entfernt werden musste, er gab daraufhin sein Kommando ab.
Am 12. Juli 1945 starb Richthofen in amerikanischer Kriegsgefangenschaft im Luftwaffenlazarett von Bad Ischl. Seine Grabstätte auf dem Friedhof Bad Ischl ist nicht erhalten, jedoch ist sein Name beim Friedhofskreuz bei den Namen der seinerzeit in Kriegsgräbern bestatteten Personen eingraviert.

## Schriften
- Einfluß der Flugzeugbauarten auf die Wirtschaftlichkeit des Flugbetriebes. Dissertation. Fakultät für Maschinenwesen, Berlin 1929.
- Einfluß der Flugzeugbauarten auf die Beschaffung unter besonderer Berücksichtigung militärischer Gesichtspunkte. Dissertation. Fakultät für Maschinenwesen, Berlin, 1929